# فالتر فون غوته
فالتر فون غوته (بالألمانية: Walther von Goethe)‏ (و. 1818 – 1885 م) هو ملحن ألماني، ولد في فايمار، توفي في لايبزيغ، عن عمر يناهز 67 عاماً.